# 芒斯特 (伊利諾伊州)
芒斯特（英語：Munster）是位於美國伊利諾伊州拉薩爾縣的一個非建制地區。該地的面積和人口皆未知。

## 地理
芒斯特的座標為41°06′20″N 88°54′10″W / 41.10556°N 88.90278°W，而該地的平均海拔高度為195米（即640英尺）。